# Jacques Le Bas
Pour les articles homonymes, voir Le Bas.
Jacques Le Bas est un imprimeur-libraire français du XVIe siècle établi à Caen.
Sa marque d'imprimeur (un faisan tenant un dauphin dans ses serres) avait d'abord été dessinée pour l'imprimeur parisien Michel Fezendat.
Jacques Le Bas s'établit à Saint-Lô jusqu'en 1569 ; en 1565-1566, il s'associe avec l'imprimeur Thomas Bouchard dont il reprendra la devise.
Il s'installe ensuite à Caen avant 1576, où il aurait été employé par l'imprimeur Étienne Thomas. Il épouse la fille de ce dernier puis lui succède vers 1581. Il est par ailleurs l'un des premiers pasteurs calvinistes de Caen.
Imprimeur loyaliste durant les troubles de la Ligue, Le Bas devient l'imprimeur du roi Henri IV en 1590.
Jacques Le Bas meurt en 1593. Sa veuve lui succède vers 1594.